# Ken Austin
Kenneth Eugene Austin, detto Ken (Los Angeles, 15 luglio 1961), è un ex cestista statunitense, professionista nella NBA, in Europa e in Argentina.

## Carriera
Venne selezionato dai Detroit Pistons al quinto giro del Draft NBA 1983 (101ª scelta assoluta).